# پیرنیا
پیرنیا ممکن است نام خانوادگی این اشخاص باشد:
- ابوالحسن پیرنیا، ملقب به معاضدالسلطنه از رجال سیاسی دورهٔ قاجار و پهلوی
- حسن پیرنیا، مشهور به مشیرالدوله سیاستمدار، حقوقدان و تاریخ‌نگار ایرانی، و نخست‌وزیر ایران در اواخر عهد قاجار
- حسین پیرنیا، ملقب به مؤتمن‌الملک دولتمرد اواخر دورهٔ قاجاریه، رئیس مجلس شورای ملی در دوره چهارم و برادر حسن پیرنیا
- داوود پیرنیا، بنیانگذار برنامه رادیویی گلها
- دکتر حسین پیرنیا، اقتصاددان ایرانی و ملقب به پدر علم اقتصاد ایران
- محمدکریم پیرنیا، معمار، محقق، نویسنده، نظریه‌پرداز معماری و استاد دانشگاه ایرانی